# Fielmann

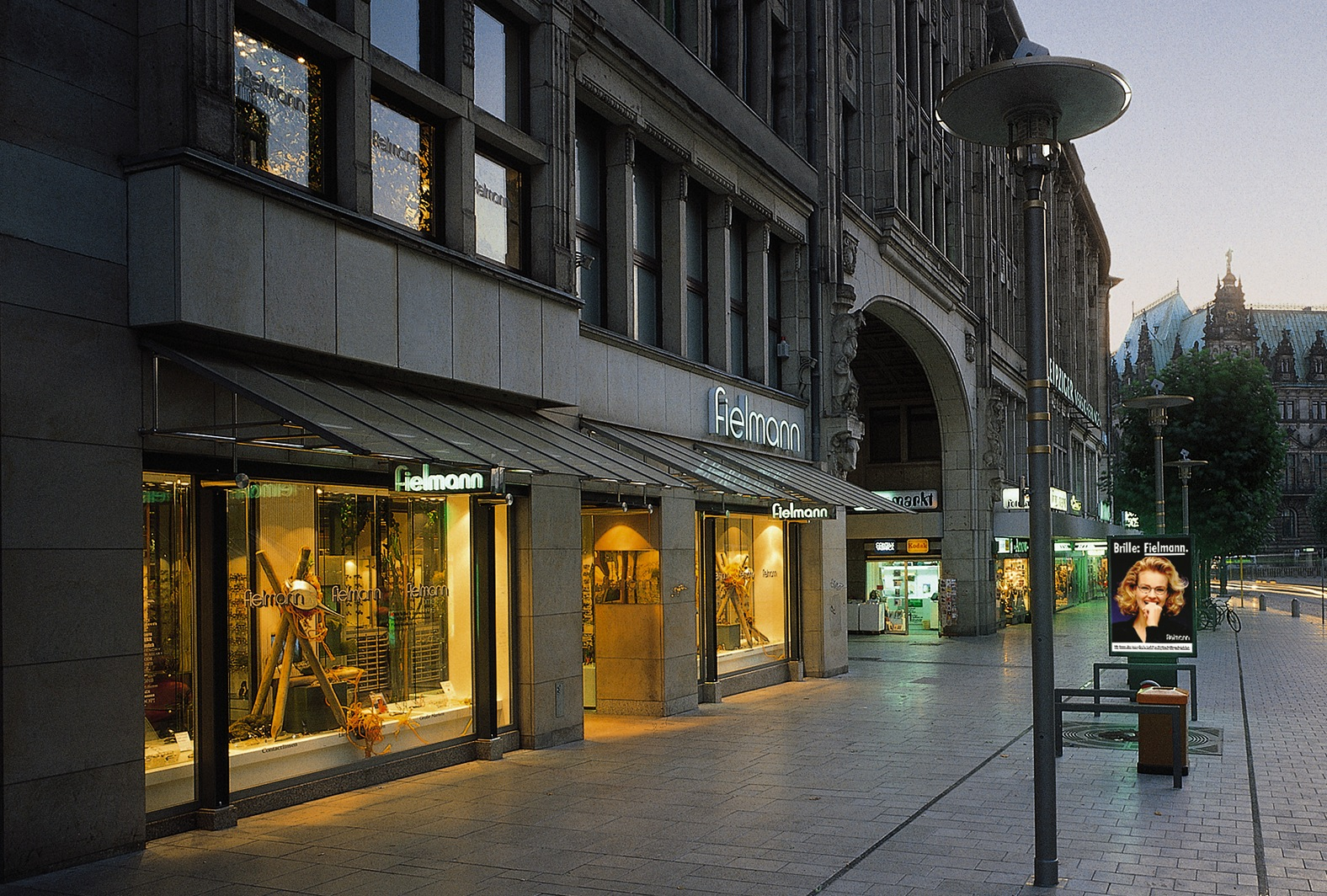
Sklep Fielmann w Hamburgu w Niemczech

Fielmann AG – niemieckie przedsiębiorstwo branży optycznej, koncentrujące się na detalicznej sprzedaży okularów. Zewnętrzna sprzedaż w 900 filiach w 16 krajach w Europie (wliczając także franczyzę i inne). Sprzedaż sięgnęła €1.35 mld i 7,3 milionów okularów w 2013. Akcje spółki Fielmann wchodzą w skład niemieckiego indeksu MDAX oraz w regionalnego, północnoniemieckiego indeksu HASPAX. Dzięki 578 sklepom na terenie Niemiec, Fielmann posiada 51% udziału w rynku oraz 20% udział w sprzedaży. Firma jest uznawana za lidera branży w Niemczech i największą sieć salonów optycznych w Europie.
Na całym świecie Grupa Fielmann AG osiągnęła w 2023 roku przychody zewnętrzne (w tym franczyza i przemysł) w wysokości 2,27 miliarda euro (wzrost o 12 procent) i sprzedaż 8,9 miliona okularów, posiadając łącznie 1.086 oddziałów w Niemczech, Austrii, Szwajcarii, Włoszech, Polsce, Luksemburgu, Niderlandach, Słowenii, USA oraz innych krajach europejskich, i jest uważana za lidera rynku europejskiego w tej branży.
Günther Fielmann jest założycielem, głównym udziałowcem i dyrektorem zarządzającym Fielmann AG.

## Struktura akcjonariatu
| Udział | Właściciel            |
| ------ | --------------------- |
| 5,88%  | Günther Fielmann      |
| 55,00% | KORVA SE              |
| 8,78%  | Marc Fielmann         |
| 1,98%  | Sophie Luise Fielmann |
| 28,36% | Free float            |

## Historia
W 1972 Günther Fielmann założył salon optyczny w Cuxhaven. Odnalazł lukę w rynku dla konsumentów korzystających z obowiązkowego ubezpieczenia zdrowotnego, którzy mieli wówczas bardzo ograniczony wybór oprawek. W tym czasie istniało zaledwie sześć plastikowych modeli dla dorosłych oraz dwa dla dzieci.
W 1981 Fielmann podpisał kontrakt z firmą ubezpieczeniową AOK w Esens i zaprojektował 90 modeli oprawek z plastiku oraz metalu w 640 wariantach. To był koniec ery jednolitych okularów opłacanych przez ubezpieczenia zdrowotne w Niemczech. W 1984 Fielmann rozpoczął kampanię reklamową pod hasłem „Mein Papi hat keinen Pfennig dazu bezahlt! (Mój tatuś nie musiał zapłacić ani grosza!)”. Od 1987 do 1990 Fielmann rozszerzył swoje udziały w rynku ilościowym z 11% do 16% i w tym czasie posiadał 3% wszystkich sklepów optycznych w Niemczech.
Fielmann jest notowany na giełdzie od 1994 roku. W tym samym roku firma z 294 filiami oraz 4,986 pracownikami zanotowała obroty w wysokości 868 milionów marek i zysk przed opodatkowaniem w wysokości 80,5 milionów marek. W 1995 Fielmann przejął Pro-Optik AG z Bazylei wraz z jego 6 szwajcarskimi filiami. Sklep Fielmann przy Bahnhoffstrasse w Zurychu osiągnął roczny zysk w wysokości €16 mln. Posiadając 4% z wszystkich niemieckich sklepów optycznych, Fielmann powiększył swój udział w rynku z 32% do 38% od 1995 do 1998. W 1999 przygotował się do wejścia do Austrii i do 2007 roku zostały otwarte tam 24 filie.
W 2001 została utworzona organizacja non-profit Fielmann-Akademie, która kupiła Zamek Plön od rządu kraju związkowego Szlezwik-Holsztyn w 2002 i otworzyła centrum treningowe dla optyków. Od rocznika 2005/2006 są tam oferowane tytuły licencjackie i magisterskie w zakresie okulistyki przy współpracy z Fachhochschule w Lubece. Po kilku latach remontów zamek został ponownie otwarty do zwiedzania w 2006 roku.
W 2002 duże centrum produkcyjne i logistyczne zostało otwarte w Rathenow (Brandenburgia), gdzie rocznie wysyłane jest pięć milionów oprawek okularów.
Po anulowaniu produktów optycznych z katalogu świadczeń niemieckiego obowiązkowego ubezpieczenia zdrowotnego, Fielmann razem z firmą ubezpieczeniową HanseMerkur wypracował nowe rozwiązanie.
W czerwcu 2007 Fielmann utworzył dwie filie w Luksemburgu i aktualnie jest obecny w sześciu europejskich krajach.
6 stycznia 2009 akcje Fielmann zaczęły być notowane w MDAX (uprzednio w SDAX).
W 2013 dochody wzrosły o 4.7% do € 1.35 mld. Zysk przed opodatkowaniem wzrósł o 10.2% do €199,1 mln, przychód wzrósł o 9.5% do €142 milionów.
Do 31 grudnia 2013 Fielmann posiadał 679 filii, zatrudniał 16,158 pracowników z których 2,874 było w trakcie szkolenia. Z udziałem 5% ze wszystkich niemieckich sklepów optycznych, Fielmann szkoli 38% wszystkich praktykantów-optyków w Niemczech.

## Produkty
Jako producent, pośrednik i usługodawca, Fielmann pokrywa całą sieć dostaw okulistyki. W ofercie poza okularami korekcyjnymi, przeciwsłonecznymi oraz soczewkami kontaktowymi są także aparaty słuchowe.

## Inne aktywności
Co roku Fielmann sadzi drzewa w liczbie równej ilości zatrudnionych pracowników. W 2009 kanclerz Angela Merkel, premier landu Peter Harry Carstensen i Günther Fielmann zasadzili milionowe drzewo w Büdelsdorfie. Fielmann jest także zaangażowany w ochronę środowiska, ochronę zabytków oraz rolnictwo ekologiczne. Sam Günther Fielmann posiada ekologiczne uprawy, ponadto wspiera szkoły, gminy, domy opieki oraz promuje sport wśród młodzieży. W roku 2022 Fielmann Sp. z o. o. przystąpiła również do tradycji sadzenia drzew. Pierwsze pamiątkowe a zarazem symboliczne drzewo zostało posadzone w dniu 10.06.2022 na terenie Uniwersytetu Opolskiego. Firma Fielmann podjęła również strategiczną współpracę naukową z tymże uniwersytetem . W ramach CSR firma Fielmann zaangażowana jest również w szereg projektów na rzecz edukacji młodzieży na kierunkach optyki okularowej i optometrii. Wspólnie z Uniwersytetem Opolskim organizuje Ogólnopolskie Igrzyska Optyczne. Jest to konkurs ogólnopolski dla wszystkich uczniów szkół średnich maturalnych pod patronatem honorowym Ministra Edukacji i Nauki RP. Firma Fielmann organizuje również projekty popularnonaukowe, wśród nich znajduje się Strefa OPT. Jest to wirtualna przestrzeń, a zarazem cykl spotkań na żywo na Uniwersytecie Opolskim ludzi zainteresowanych światem optyki, optometrii, technologii okulistycznej, okulistyki, tyflopedagogiki i psychologii poznawczej.